# Pleuraphodius burorum
Pleuraphodius burorum är en skalbaggsart som beskrevs av S. Endrödi 1980. Pleuraphodius burorum ingår i släktet Pleuraphodius och familjen Aphodiidae. Inga underarter finns listade i Catalogue of Life.